# Liste der Resolutionen des UN-Sicherheitsrates (1953)
Diese Liste der Resolutionen des UN-Sicherheitsrates nennt die 5 vom Sicherheitsrat der Vereinten Nationen im Jahr 1953 verabschiedeten Resolutionen.
| Nummer | Beschluss vom | Gegenstand                       | Mission |
| ------ | ------------- | -------------------------------- | ------- |
| 99     | 12. August    | Internationaler Strafgerichtshof |         |
| 100    | 27. Oktober   | Situation in Palästina           |         |
| 101    | 24. November  | Situation in Palästina           |         |
| 102    | 3. Dezember   | Internationaler Strafgerichtshof |         |
| 103    | 3. Dezember   | Internationaler Strafgerichtshof |         |